# Witold Krzemieński
Witold Krzemieński (* 20. April 1909 in Lemberg; † 27. August 2001 in Posen) war ein polnischer Komponist, Dirigent und Musikpädagoge.
Krzemieński studierte am Konservatorium von Lemberg Violine bei Józef Cetner sowie Komposition und Dirigieren bei Adam Sołtys. 1927 wurde er Bratschist im Orchester der Lemberger Oper, von 1928 bis 1930 leitete er das Orchester der Studenten der Fachschule für Architektur von Lemberg. Von 1937 bis 1939 war er Geiger beim Rundfunkorchester in Lemberg, danach bis 1944 Konzertmeister der Bratschisten im Opernorchester.
1944 übernahm er die Leitung des Nationalorchesters Lwiw, danach war er bis 1947 musikalischer Leiter des Stanisław-Wyspiański-Theaters in Kattowitz. Daneben wurde er 1946 Dirigent der Philharmonie Kattowitz, als deren Direktor er von 1947 bis 1949 wirkte, und unterrichtete Dirigieren an der Staatlichen Musikhochschule.
Von 1950 bis 1963 unterrichtete Krzemieński Dirigieren an der Staatlichen Musikhochschule Krakau, zudem war er von 1953 bis 1957 Dirigent und künstlerischer Leiter der Krakauer Philharmonie. Unter seiner Leitung wurden u. a. Kompositionen von Grażyna Bacewicz, Tadeusz Paciorkiewicz und Kazimierz Sikorski aufgeführt. Von 1950 bis 1965 arbeitete er auch als Komponist und Dirigent für das Filmstudio Lodz.
1963 ging Krzemieński nach Posen und übernahm dort eine Dirigentenklasse an der Staatlichen Hochschule für Musik. 1973 erhielt er den Titel eines Professors. Von 1963 bis 1967 war er Direktor der Philharmonie Posen, von 1972 bis 1974 künstlerischer Leiter der Pommerschen Philharmonie in Bydgoszcz. Als Gastdirigent leitete er Orchester in Deutschland, Rumänien, Ungarn, Österreich und Belgien. Im Laufe seiner Karriere leitete er zahlreiche Uraufführungen von Werken polnischer Komponisten wie Tadeusz Baird, Witold Lutosławski, Krzysztof Meyer, Krystyna Moszumańska-Nazar, Krzysztof Penderecki, Piotr Perkowski, Ludomir Różycki, Kazimierz Serocki und Boleslaw Szabelski. Zu seinen Schülern zählen u. a. Adam Natanek, Irena Pfeiffer, Włodzimierz Szymański, Zygmunt Rychert und Agnieszka Duczmal.

## Werke
- Duet für Violine und Bratsche (1929)
- Divertimento für Violine und Bratsche (1937)
- Wariacje na temat śląskiej piosenki ludowej für Orchester (1948)
- Filmmusik zu Dwie brygady von Janusz Nasfeter und Wadim Berestowski (1950)
- Musik zum Dokumentarfilm Moje miasto von Wojciech Jerzy Has (1950)
- Pieśń o Odrze für Chor und Sinfonieorchester (1951)
- Filmmusik zu Załoga von Jan Fethke (1951)
- Szkice kameralne für Flöte, Bratsche, Bassklarinette und Harfe (1952)
- Serce załogi für Chor und Sinfonieorchester (1953)
- Filmmusik zu Pościg von Stanisław Urbanowicz (1953)
- Koncert für Streichorchester (1954)
- Filmmusik zu Niedaleko Warszawy von Maria Kaniewska (1954)
- Filmmusik zu Irena Do Domu! von Jan Fethke (1955)
- Filmmusik zu Szatan z siódmej klasy von Maria Kaniewska (1960)
- Filmmusik zu Komedianty von Maria Kaniewska (1961)
- Suita rybałtowska für Orchester (1963)
- Filmmusik zu Panienka z okienka von Maria Kaniewska (1964)
- Filmmusik zu Poznańskie słowiki von Hieronim Przybył (1965)
- Etiudy kameralne für Holzbläsertrio und Perkussion (1969)
- Kantata o pieśni polskiej für Solostimme, Chor und Orchester (1972)
- Intrada akademicka für Orchester (1972)
- Suita wielkopolska für Solostimme, Chor und Orchester (1973)
- Suita wielkopolska für Holzbläserquartett (1974)
- Sześć melodii ludowych für zwei Violinen und Bratsche (1978)
- Melodie wielkopolskie für zwei Violinen und Bratsche (1980)